# Кук, Джейми
Джейми Кук (англ. Jamie Cook; полное имя Джейми Роберт Кук, англ. Jamie Robert Cook; род. 8 июля 1985, Шеффилд, Великобритания) — британский рок-музыкант, гитарист британской инди-рок-группы Arctic Monkeys.

## Биография
Родился 8 июля 1985 года в Хай Грин, пригороде Шеффилда, Великобритания. Окончил школу в Эклсфилде. До октября 2006 года жил с родителями в Шеффилде, после чего купил собственный дом. По профессии Кук — плиточник. Также он до сих пор играет за местную футбольную команду Packhorse FC.

## Arctic Monkeys
В Хай Грин Джейми жил по соседству с Алексом Тёрнером. В 2001 году на Рождество они оба получили гитары в подарок, а спустя год ещё с двумя одноклассниками образовали группу. Название «Arctic Monkeys» было придумано Куком в школе ещё задолго до их образования.
Кук — самый откровенный участник группы. Так, в одном из интервью он сказал:

Не могу представить нас, похожими на Coldplay. Это просто было бы чертовски скучно, не так ли? Вы проводите тур в поддержку своего альбома три года и играете один и тот же чёртов концерт ночь за ночью. Это, должно быть, очень уныло. Некоторые люди могут наслаждаться этим, но не мы. Вероятно, это было бы концом для нас.
Оригинальный текст (англ.)I couldn't see us being like Coldplay. It'd just be fucking boring, wouldn't it? You tour your album for three years and play the same fucking gig night after night. It must really be depressing. Some people might enjoy doing that, but we couldn't. It would probably end us.

В одном из интервью отметил, что самое большое влияние на его игру на гитаре оказали группы The Strokes, The Coral, The Hives и Oasis. Его музыкальные предпочтения, таких групп как The Smiths, Oasis и Queens of the Stone Age оказали большое влияние на становление Arctic Monkeys.

## Личная жизнь
С 2006 года встречается с британской моделью Кэти Даунс. В июле 2012 года пара обручилась. В мае 2014 они поженились. В 2015 году у Кука и Даунс родился сын, которого назвали Форестом.

## Оборудование
Во время тура в поддержку первого альбома Arctic Monkeys Whatever People Say I Am, That’s What I’m Not оборудование Джейми было значительно простым: гитара Fender Telecaster 1962 года, педали MXR Distortion+, Electro-Harmonix Big Muff и педаль дисторшн\фузз двойного звучания T-Rex Dr. Swamp. Также он использовал тюнер Boss TU-2. Позже его задним усилителем стал Hiwatt Custom 50-Watt 2×12 Combo.
Начиная со второго альбома, Кук имел педали с довольно сложной конструкцией. Он использовал прежнюю MXR M-104 Distortion+ и добавил к ней Electro Harmonix Little Big Muff, Electro Harmonix Hog, Electro Harmonix Pulsar Tremolo, Electro Harmonix Deluxe Memory Man, Boss LS-2 Line Selector, педали сустейн и экспрессии Guyatone для Electro Harmonix Hog. Всё это позже было заменено педалью громкости/панорамы Ernie Ball, которую можно увидеть во время живого исполнения группой песни «Nettles». Основная гитара Джейми — Gibson 335TD 1975 года. Несколько раз он был замечен использующим некоторые усилители Bad Cat, включая Bad Cat Hot Cat 30 R, в дополнение к его усилителям Hiwatt.
После тура в поддержку альбома Favourite Worst Nightmare его педали значительно изменились. Он стал использовать Electro Harmonix Pulsar (не стерео), Electro Harmonix Memoy Man, Boss RE-20, Boss TU-2, Death By Audio Fuzz Gun, ZVEX Super Duper, Fulltone OCD, Demeter Fuzzlator, Boss LS-2, Ernie Ball VP Junior и Electro Harmonix Humdebugger. Во время тура в поддержку альбома Humbug в Австралии и Новой Зеландии Кук использовал электрогитару Fender Stratocaster. Струнодержатель для его Gibson 335TD был заменён с Frequensator на Bigsby.
Во время записи четвёртого студийного альбома Suck It and See Джейми использовал усилители Rosewell Bluesman и Audio Kitchen Big Chopper, ревербератор Electro‑Harmonix Holiest Grail, педали эффекта дилэй WEM Copicat и Roland Space Echo, а также педаль эффектов хорус/фэйзер Fulltone Deja Vibe.